# Guerras ávaro-bizantinas
Las guerras ávaro-bizantinas fueron una serie  de conflictos que libraron el Imperio bizantino y el kanato ávaro. Comenzaron en el 568, cuando los ávaros llegaron a Panonia, y reclamaron para sí las tierras que hasta entonces habían poseído los gépidos y los lombardos. Trataron en vano de arrebatar la ciudad de Sirmio a Bizancio, que a su vez se la había conquistado a los gépidos. La mayoría de los choques posteriores fueron consecuencia de las incursiones de los ávaros o de sus vasallos eslavos en las provincias balcánicas del Imperio bizantino.
Los ávaros solían correr los Balcanes cuando el Imperio bizantino estaba enfrascado en asuntos de otra región, como las frecuentes guerras con el Imperio sasánida en Asia. En consecuencia, a menudo podían saquear la zona a placer durante largo tiempo antes de que los bizantinos pudiesen detraer tropas de otros frentes para enviarlas contra ellos. Así sucedió en las décadas de 580 y 590, en las que Bizancio se dedicó a librar una larga guerra contra los sasánidas (572-591); cuando la contienda acabó, los bizantinos abordaron una serie de campañas victoriosas en la que expulsaron a los ávaros del imperio.

## Antecedentes
Los ávaros llegaron a la llanura panónica en el 568, huyendo del kanato túrquico. Al poco se coligaron con los lombardos para adueñarse de las tierras de los gépidos. La posterior marcha de los lombardos a Italia, les permitió hacerse también con los territorios de estos; a partir de entonces, las tierras lombardas y gépidas constituyeron el kanato ávaro. Los ávaros reclamaron para sí las zonas que antes habían ocupado los dos pueblos, lo que incluía Sirmio, que los bizantinos habían recobrado hacía poco de manos de los gépidos; la posesión de la ciudad fue el desencadenante del primer conflicto entre los ávaros y los bizantinos.
Los ávaros dependían de los conocimientos poliorcéticos y logísticos de los pueblos que habían sometido. Estos, entre los que se contaban los protoeslavos y los hunos, tenían larga tradición ingeniera y artesana en algunas actividades como la fabricación de barcos y la erección de puentes, y sabían usar arietes, formar testudos y manejar artillería de asedio. Todos los documentos en los que se mencionan armas poliorcéticas en asedios llevados a cabo por ávaros señalan que no eran estos quienes usaban estas armas, sino pueblos que les estaban sometidos, normalmente sabiros, cutriguros o eslavos. La maniobra rápida y la sorpresa eran también características de la forma de guerrear ávara.

## Acometidas ávaras contra Sirmio (568-582)
Los ávaros asaltaron Sirmio en el 568, infructuosamente. Se replegaron, pero enviaron diez mil hunos cutriguros —pueblo que, al igual que el ávaro, había cruzado los Cárpatos empujado por el kanato turco— a invadir la provincia bizantina de Dalmacia. Empezó entonces una etapa de consolidación, durante la cual los bizantinos les pagaban un tributo anual de ochenta mil sólidos. Salvo por la incursión contra Sirmio del 574, no talaron el territorio bizantino hasta el 579, cuando Tiberio II cesó los pagos. Los ávaros respondieron asediando nuevamente Sirmio. La ciudad cayó en el 581 o 582. Tras hacerse con ella, los ávaros reclamaron a los bizantinos un tributo anual de cien mil sólidos. Como los bizantinos se negaron a abonarlo, devastaron el norte y este de los Balcanes; las correrías continuaron hasta que los bizantinos los expulsaron de la región entre el 597 y el 602.

## Penetración ávara en los Balcanes (582-591)

Los Balcanes septentrionales en el siglo.

Los ávaros se expandieron velozmente por los Balcanes tras adueñarse de Sirmio. Las guarniciones bizantinas de la frontera del Danubio, mermadas y mal pagadas a causa de la guerra contra los sasánidas, no pudieron impedirlo. La debilidad bizantina facilitó las correrías ávaras y eslavas; los bizantinos tuvieron que limitarse a hostigar a las partidas enemigas y tenderles emboscadas de poca entidad, sin poder contraatacar ni desbaratar las incursiones mediante un victoria militar decisiva. Los ávaros conquistaron las ciudades de Augustae, Singidunum, y Viminacium en el 583, y ocho de las nueve ciudades que asediaron en 586. Muchos de estos sitios fructificaron merced al uso de la sorpresa y la velocidad por parte de los atacantes, ventajas que perdieron según fueron internándose en el imperio en el 587. Pese a todo, destruyeron numerosas ciudades en Mesia ese año, entre ellas Marcianópolis y Cábile aunque no pudieron apoderarse de Dioclecianópolis, Filipópolis, y Beroe. En el 588, abandonaron el asedio de Singidunum al cabo de siete días a cambio de un escaso rescate. Luego conquistaron Anquíalo gracias a la participación de una flota de auxiliares eslavos, pero abandonaron al poco los cercos de Drizipera y Cenofrurio. Las incursiones ávaras y eslavas continuaron, sin que los bizantinos opusiesen gran resistencia hasta el 591; ese año el emperador Mauricio ganó la guerra sasánida y pudo concentrarse en los asuntos balcánicos.

## Ofensiva bizantina (591-595)
El emperador Mauricio se encargó de los asuntos balcánicos a partir del 591, cuando terminó la guerra con los sasánidas. Envió tropas veteranas a los Balcanes, lo que le permitió tomar la iniciativa contra los ávaros. Al general Prisco se le encargó que evitase que los eslavos cruzasen el Danubio en la primavera del 593. Desorganizó varias bandas eslavas y a continuación cruzó el río y los acometió en lo que luego fue Valaquia hasta el otoño. Mauricio le ordenó que acampase al norte del río, pero Prisco se retiró a Odeso. La retirada permitió que los eslavos corrieran Mesia y Macedonia a finales del 593 o en el 594 y destruyesen las ciudades de Aquis, Scupi y Zaldapa.
En 594 Mauricio destituyó a Prisco y entregó el mando a su propio hermano Pedro. La falta de experiencia de este le costó varios reveses iniciales, pero finalmente acabó con las incursiones eslavas y ávaras. Estableció su mando en Marcianópolis, desde la que aseguró las patrullas entre Novae y el mar Negro a lo largo del río. A finales de agosto del 594, lo cruzó cerca de Securisca y se abrió camino hasta el río Helibacia, lo que truncó los preparativos enemigos de nuevas incursiones. Prisco, que había recibido el mando de otro ejército, impidió que los ávaros cercasen Singidunum en el 595, ayudado por la flota fluvial bizantina. A continuación, los ávaros se dirigieron contra Dalmacia, donde saquearon varias fortalezas, mientras evitaban batallar con las fuerzas de Prisco. A este no le preocupaban las correrías en esta provincia, remota y pobre; por ello envió contra ellos un pequeño destacamento y mantuvo el grueso de sus fuerzas junto al Danubio. Pese a su tamaño, el contingente bizantino estorbó la marcha del enemigo y le arrebató parte del botín que se había cobrado.

## Primer interludio (595-597)
Tras fracasar en la conquista de Dalmacia y en los combates con los bizantinos, los ávaros dejaron de hostigar a estos y pasaron a atacar a los francos, que parecían presa más fácil para sus incursiones; las correrías contra estos empezaron en el 596. La calma reinó fundamentalmente en los Balcanes del 595 al 597 como consecuencia de este cambio de objetivo.

## Invasión ávara (597-602)
Envalentonados por el botín obtenido de los francos, los ávaros reanudaron las incursiones al sur del Danubio en el otoño del 597, lo que sorprendió a los bizantinos. Cercaron al ejército de Prisco, acampado aún en Tomis. Abandonaron el sitio a las fuerzas bizantinas el 30 de marzo del 598, ante la llegada de un ejército de auxilio dirigido por Comenciolo, que acababa de cruzar los montes Hemo, marchaba junto al Danubio y había alcanzado Zikidiba, a treinta kilómetros de Tomis. Por razones desconocidas, Prisco no se unió a la persecución del enemigo que llevó a cabo seguidamente Comenciolo. Este acampó en Iatrus; vencido por los ávaros, tuvo que retirarse al sur de los Hemo combatiendo. Los ávaros aprovecharon la victoria para marchar contra Drizipera, en las cercanías de Constantinopla. Allí se desató una epidemia que acabó con gran parte de su ejército; entre las víctimas se contaron siete hijos del gran kan ávaro, Bayan.
La amenaza ávara a la capital hizo que Filípico sustituyese a Comenciolo al mando de las fuerzas bizantinas y que este fuese llamado a la capital. Maurició creó un ejército con las fracciones del circo y sus guardaespaldas para defender la muralla de Anastasio. Sobornó a los ávaros para que le concediesen una tregua, y pasó el resto del 598 reorganizando sus fuerzas y sopesando cómo mejorar la estrategia imperial con ellos. El mismo año, firmó con ellos un tratado de paz que le permitió enviar expediciones a Valaquia.
Soslayando lo dispuesto en el tratado, los bizantinos se aprestaron a invadir las tierras ávaras. Prisco acampó cerca de Singidunum, donde invernó en el 598/599. En el 599 él y Comenciolo llevaron a sus tropas río abajo hasta Viminacium, donde cruzaron el Danubio. En la orilla norte vencieron a los ávaros en las batallas de Viminacium. Esta era la primera derrota que sufrieron en su propio territorio y en ella perecieron otros hijos del gran kan. Prisco condujo luego a su ejército hacia el norte, a la Llanura panónica, donde infligió nuevas derrotas al enemigo. Mientras, Comenciolo permaneció guardando la frontera del Danubio. Prisco devastó las tierras al este del Tisza, diezmó a los ávaros y gépidos, y los batió en dos batallas disputadas a orillas del río. En el otoño del 599, Comenciolo reabrió las Puertas de Trajano, que hacía décadas que los bizantinos no utilizaban. En el 601 Pedro llevó un contingente hasta el Tisza para defender las cataratas del Danubio, cuya posesión era crucial para que la flota fluvial bizantina pudiese llegar a Sirmio y Singidunum. Al año siguiente, el 602, los antes empezaron a invadir el territorio de los ávaros, a la sazón muy debilitados por las sublevaciones de tribus; una de estas se pasó incluso a los bizantinos.

## Segundo interludio (602-612)
Acosados por Mauricio, los ávaros establecieron relaciones diplomáticas con los bizantinos en el 603 y pasaron a concentrarse en Italia; invadieron el norte de la península en el 610. La frontera balcánica quedó fundamentalmente en paz por primera vez desde el reinado de Anastasio I (491-518). Maurició planeó repoblar las tierras devastadas que había recobrado con campesinos armenios y romanizar a la población eslava. Preparó además nuevas campañas contra el kanato ávaro con el fin de destruirlo o someterlo definitivamente. El derrocamiento de Mauricio a manos de Focas en el 602, que contó con el respaldo del ejército, harto de la larga campaña balcánicas, desbarató estos planes.
Focas mantuvo la seguridad en los Balcanes durante su reinado (del 602 al 610), pese a que retiró algunas tropas en el 605 para emplearlas contra los sasánidas. No hay datos arqueológicos que avalen ninguna incursión ávara o eslava en estos años. Aunque la ausencia de actividad bizantina animaba a los ávaros, no atacaron territorio imperial hasta aproximadamente el 615, cuando el emperador Heraclio (610-641) retiró los soldados de los Balcanes para emplearlos en Asia, donde intentaba frenar el avance persa.

## Nuevos asaltos ávaros (612-626)
Animados probablemente por sus triunfos contra los lombardos en el 610 y los francos en el 611, los ávaros reanudaron las incursiones contra los bizantinos en el 612. La conquista persa de Jerusalén en el 614 hizo evidente que los bizantinos no contarían con fuerzas para castigar sus correrías y las de sus vasallos eslavos. Las crónicas de esa década detallan el saqueo de ciudades como Justiniana Prima y Salona. Los ávaros se apoderaron de Naiso y Serdica en el 615; en el 613 destruyeron de Novae y en 615, Justiniana Prima. Por su parte, los eslavos corrieron el Egeo hasta Creta en el 623. En este periodo Salónica fue sitiada en tres ocasiones: en el 604, el 615, y el 617. En el 623 el emperador bizantino Heraclio viajó a Tracia para firmar la paz con el gran kan ávaro personalmente. La comitiva bizantina cayó en una celada de la que Heraclio escapó a duras penas y en la que perdió a gran parte del séquito y de la guardia. Las incursiones de los ávaros continuaron y culminaron en el asedio de Constantinopla del 626, en el que fueron finalmente derrotados.

## Asedio de Constantinopla (626)

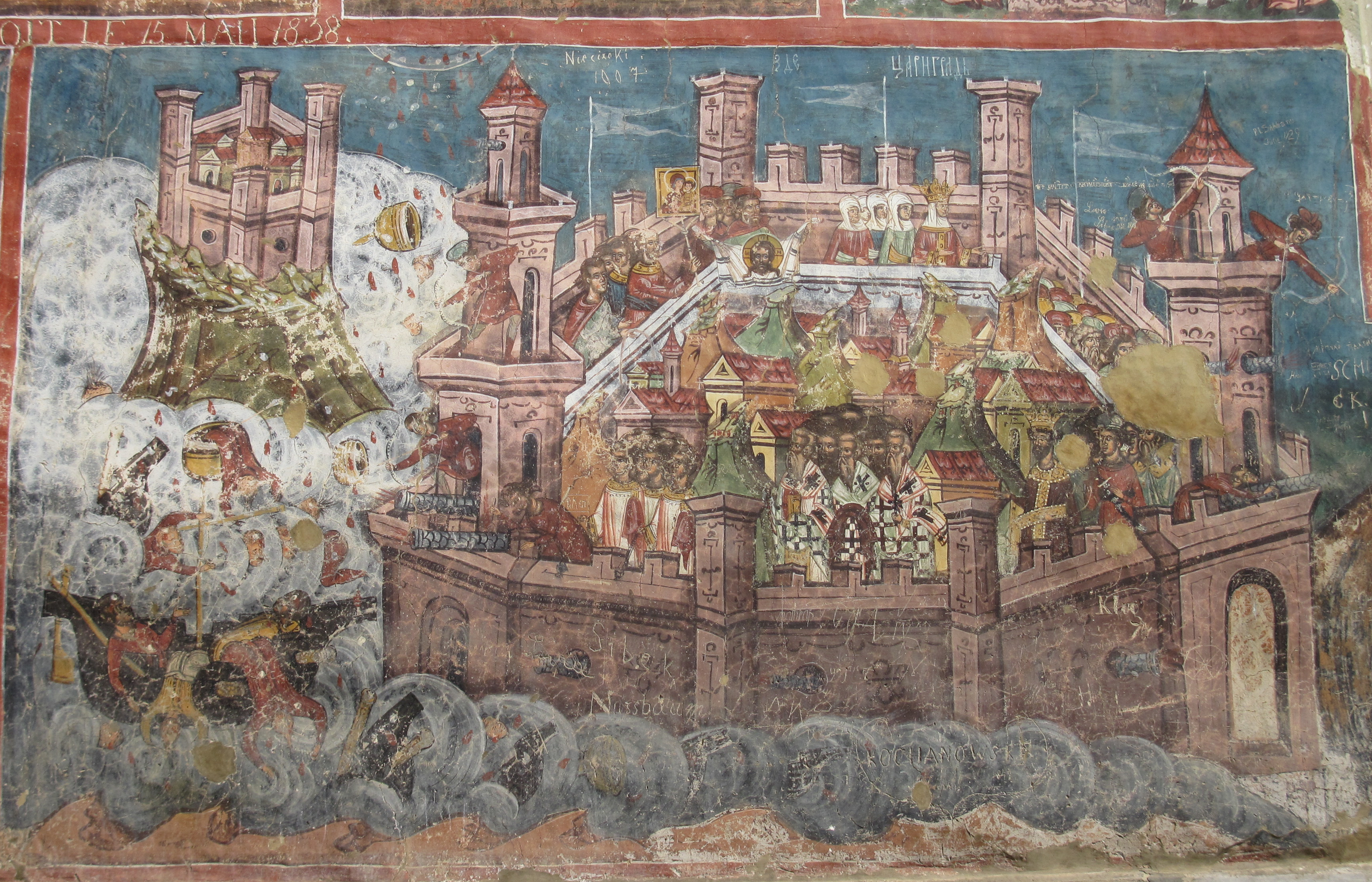
Representación del asedio de Constantinopla del 626 en un mural del monasterio de Moldovița, Rumanía.

El rey persa Cosroes II, tras las derrotas que le había infligido el emperador Heraclio en las campañas en las que había hostigado la retaguardia enemiga, decidió descargar un golpe que acabase con los bizantinos. Mientras el general Shahin Vahmanzadegan marchaba contra Heraclio con cincuenta mil soldados, a Sharvaraz, al mando de un ejército menor, se le ordenó flanquear al emperador y dirigirse a Calcedonia, base persa frente a Constantinopla, al este del Bósforo. Cosroes trató al tiempo con el gran kan de los ávaros para atacar de consuno la capital enemiga: los persas lo harían desde el lado asiático y los ávaros, desde el europeo.
El ejército se acercó a Constantinopla por Tracia y destruyó el acueducto de Valente. Como la Armada bizantina señoreaba el Bósforo, los persas no pudieron cruzarlo y enviar tropas al lado europeo para colaborar con sus aliados, lo que les privó a estos de la pericia persa en poliorcética. La superioridad naval bizantina también complicó las comunicaciones entre los dos ejércitos sitiadores. La defensa de la capital bizantina se encomendó al patriarca Sergio y al patricio Bono.

El mar de Mármara y su inmediaciones, teatro de las operaciones de asedio.

El 29 de junio de 626, los ávaros y  los persas emprendieron el asalto coordinado a las murallas constantinopolitanas. Los defensores bizantinos contaban con doce mil jinetes bien adiestrados, que posiblemente combatieron a pie a los ochenta mil ávaros y esclavenos (eslavos que habitaban tierras sometidas a aquellos). Como los persas dominaban Calcedonia desde hacía muchos años, los bizantinos no esperaban ser asediados por entonces. Solo se percataron del plan enemigo cuando los ávaros acercaron armas de asedio a las murallas teodosinas. Estas sufrieron embates continuos durante un mes, pero sin hacer mella en el ánimo de la población de la ciudad; para alentar a los defensores, el patriarca Sergio llevó a cabo procesiones por las murallas con el icono de Nuestra Señora de Blanquerna. Estas manifestaciones de devoción religiosa calaron entre el campesinado de los alrededores de la ciudad, que se unió a la defensa; para los labradores, los dos ejércitos que cercaban la ciudad eran paganos.
El 7 de agosto, la flota bizantina destruyó un grupo de balsas persas que trasportaba tropas a Europa por el Bósforo. Seguidamente los esclavenos trataron de tomar las murallas del lado del mar cruzando el Cuerno de Oro, mientras los ávaros hacían lo propio con las del lado de tierra. Las galeras de Bono embistieron a las barcas esclavenas y frustraron el asalto por mar; por su parte, las acometidas ávaras de los días 6 y 7 fracasaron. Por entonces llegó la noticia de que Teodoro, hermano del emperador, había vencido a Shahin, que hizo que los ávaros decidiesen replegarse dos días más tarde. Fue la última vez que amenazaron la capital bizantina. Aunque el ejército persa de Sharvaraz seguía todavía en Calcedonia, la amenaza se había desvanecido, puesto que la artillería persa no podía alcanzar la ciudad. Un autor desconocido, que quizá fuese el patriarca Sergio o Jorge de Pisidia, escribió el famoso himno acatisto en agradecimiento por la ayuda mariana en el fracaso del asedio.

## Decadencia (626-822)

Mengua del Estado ávaro a consecuencia de las conquistas búlgaras.

El fallido asedio de Constantinopla supuso el preludio de la rápida decadencia ávara; el kanato se desintegró velozmente debido a las luchas intestinas por el poder y a los conflictos con los búlgaros y los esclavenos. Perdieron la supremacía que hasta entonces habían ostentado sobre varias tribus y los búlgaros les arrebataron parte de sus tierras hacia el 680; el menguado Estado ávaro sobrevivió hasta que fue conquistado por Carlomagno entre el 790 y el 803.